# Puerto Varador
Puerto Varador (auch: Puerto Barador) ist eine Ortschaft im Departamento Beni im Amazonas-Tiefland des südamerikanischen Binnenstaates Bolivien.

## Lage im Nahraum
Puerto Varador ist viertgrößte Ortschaft im Municipio Trinidad in der Provinz Cercado. Die Gemeinde liegt auf einer Höhe von 159 m an einem ehemaligen Seitenarm des Río Mamoré, der eine Länge von 2500 Metern und eine Breite von knapp 100 Metern aufweist und sechs Kilometer östlich des  heutigen Verlaufs des Río Mamoré entfernt liegt, der hier in nördlicher Richtung fließt.

## Geographie
Puerto Varador hat ganzjährig ein tropisch heißes und feuchtes Klima.
Die Jahresdurchschnittstemperatur beträgt 26,2 °C, wobei sich die monatlichen Durchschnittstemperaturen zwischen Juni/Juli mit gut 23 °C und Oktober/Dezember von knapp 28 °C nur wenig unterscheiden (siehe Klimadiagramm Trinidad). Der Jahresniederschlag beträgt fast 2000 mm und liegt somit mehr als doppelt so hoch wie die Niederschläge in Mitteleuropa. Höchstwerten von etwa 300 mm in den Monaten Dezember bis Februar stehen Niedrigwerte von etwa 50 mm im Juli/August gegenüber.

## Bevölkerung
Die Einwohnerzahl der Ortschaft ist im vergangenen Jahrzehnt um etwa ein Drittel angestiegen:
| Jahr | Einwohner   | Quelle       |
| ---- | ----------- | ------------ |
| 1992 | keine Daten | Volkszählung |
| 2001 | 632         | Volkszählung |
| 2013 | 813         | Volkszählung |
| 2024 |             | Volkszählung |

## Verkehrsnetz
Puerto Varador liegt in einer Entfernung von dreizehn Straßenkilometern westlich von Trinidad, der Hauptstadt des Departamentos.
Trinidad ist Schnittpunkt der nationalen Nationalstraßen Ruta 3 und Ruta 9. Die Ruta 9 durchquert von Norden nach Süden das gesamte bolivianische Tiefland und führt von Trinidad zu der 477 Kilometer südlich gelegenen Metropole Santa Cruz und weiter zur argentinischen Grenze. Die Ruta 3 beginnt in Trinidad und führt in westlicher Richtung über Puerto Almacén nach Puerto Varador, überquert dann den Río Mamoré und führt bis ins bolivianische Hochland nach La Paz.